# Blepharopsis mendica
Blepharopsis mendica är en bönsyrseart som först beskrevs av Fabricius 1775.  Blepharopsis mendica ingår i släktet Blepharopsis och familjen Empusidae.

## Underarter
Arten delas in i följande underarter:
- B. m. nuda
- B. m. mendica

## Bildgalleri

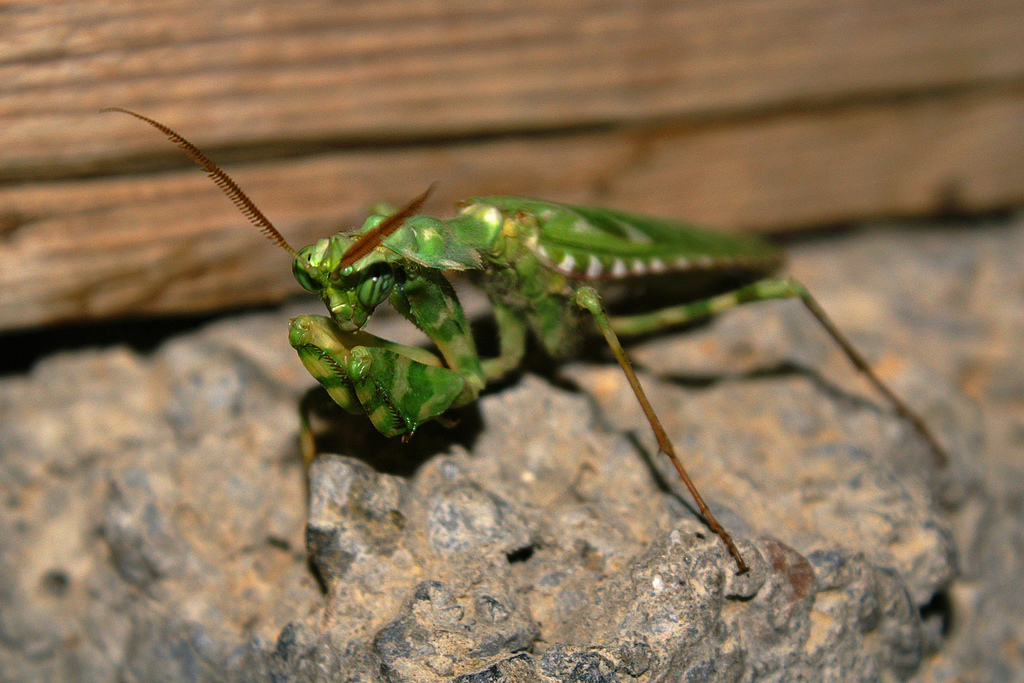
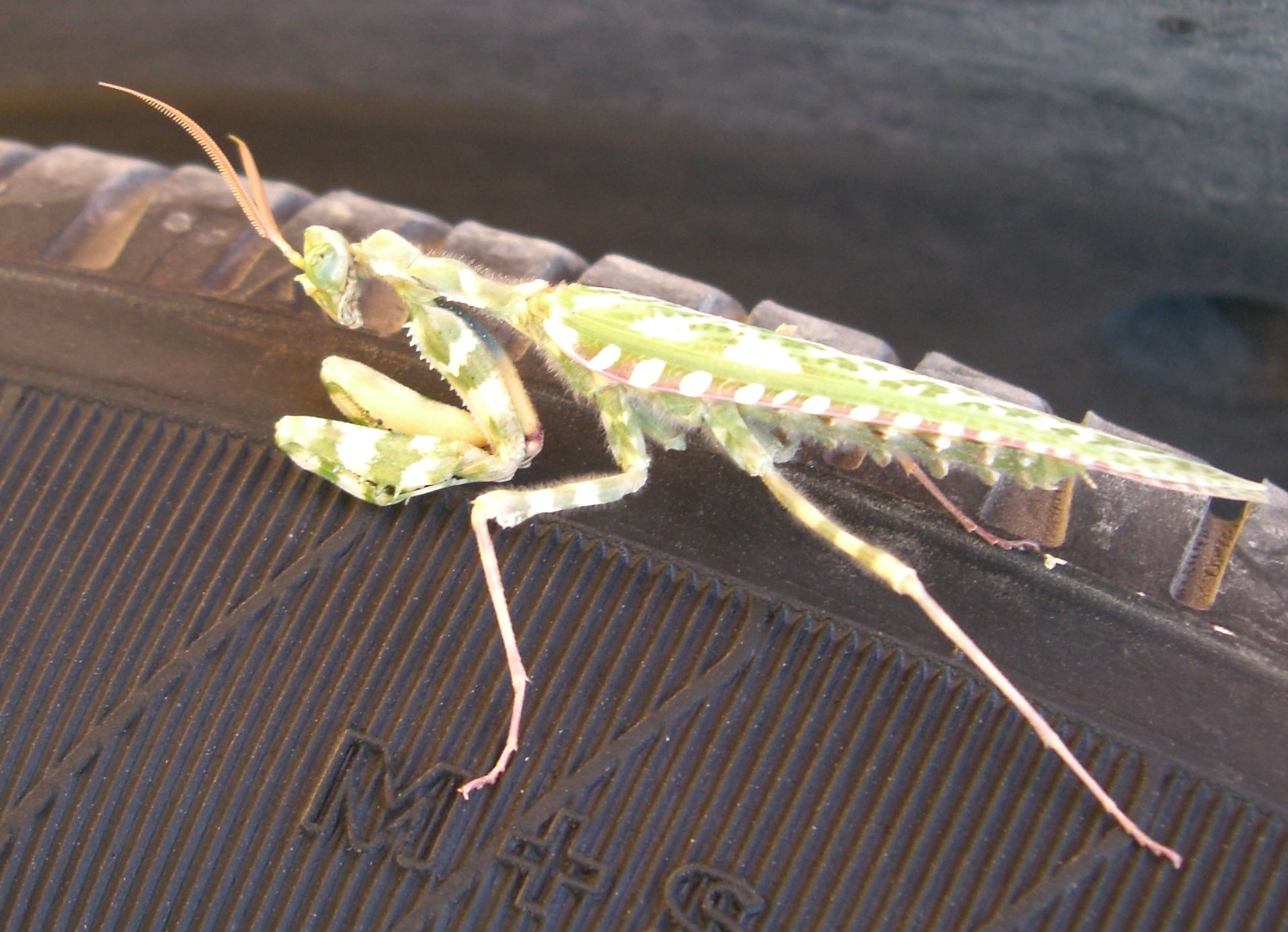
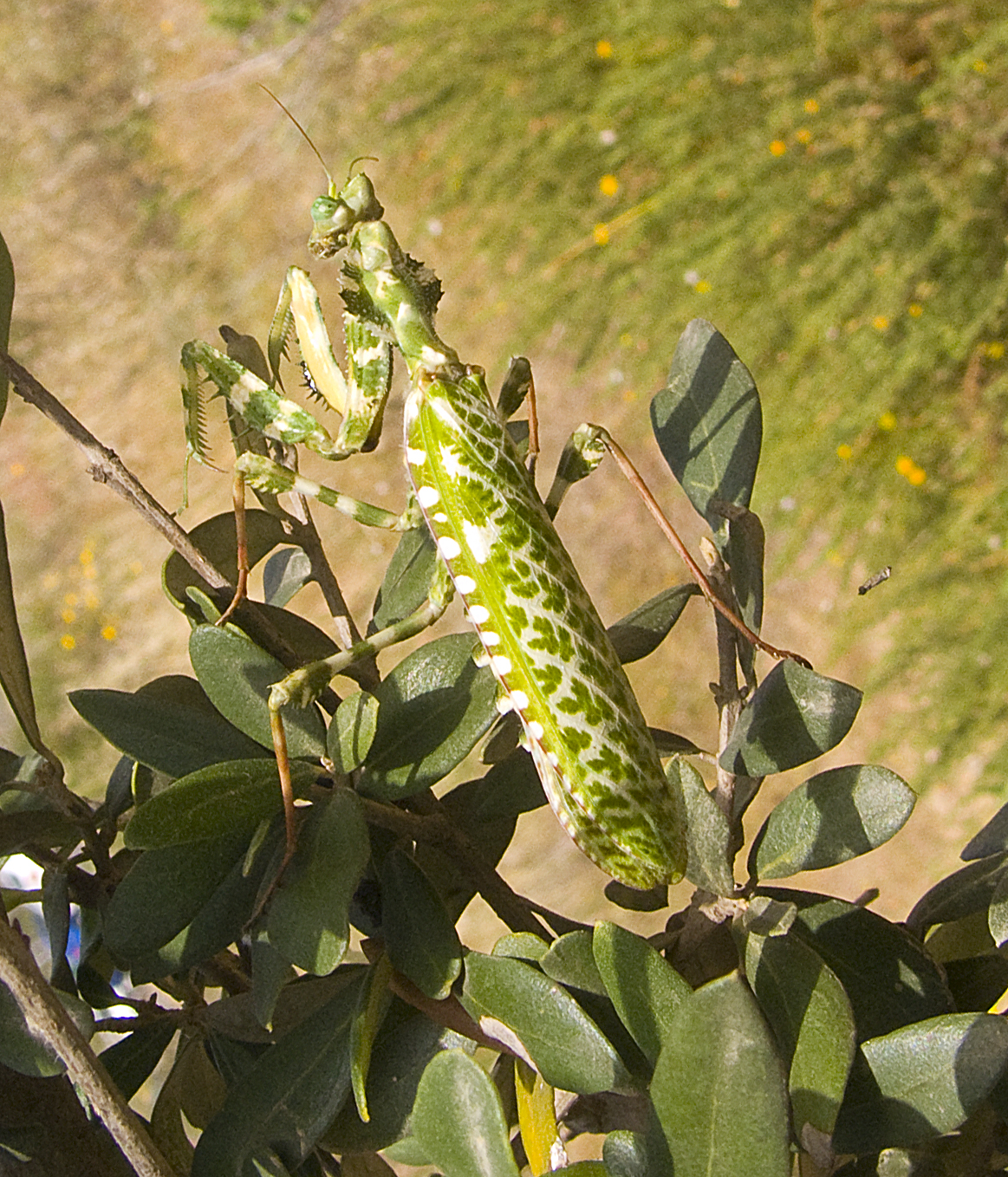